# Eupithecia franconica
Eupithecia franconica är en fjärilsart som beskrevs av Karl Dietze 1913. Eupithecia franconica ingår i släktet Eupithecia och familjen mätare. Inga underarter finns listade i Catalogue of Life.